# 霍夫曼鎮區 (北達科他州博蒂諾縣)
霍夫曼鎮區（英語：Hoffman Township）是位於美國北達科他州博蒂諾縣的一個鎮區。

## 地方資料
霍夫曼鎮區的面積為92.85平方千米，當中陸地面積為92.52平方千米，而水域面積為0.33平方千米。根據2010年美國人口普查的數據，當地共有人口17人，而人口密度為每平方千米0.18人。